# Delia jilinensis
Delia jilinensis este o specie de muște din genul Delia, familia Anthomyiidae, descrisă de Chen în anul 1988. Conform Catalogue of Life specia Delia jilinensis nu are subspecii cunoscute.